# Четвінд
Четвінд (англ. Chetwynd) — окружний муніципалітет в Канаді, у провінції Британська Колумбія, у складі регіонального округу Піс-Ривер.

## Населення
За даними перепису 2016 року, окружний муніципалітет нараховував 2503 особи, показавши скорочення на 5,0%, порівняно з 2011-м роком. Середня густина населення становила 39,3 осіб/км².
З офіційних мов обидвома одночасно володіли 100 жителів, тільки англійською — 2 375, а 10 — жодною з них. Усього 170 осіб вважали рідною мовою не одну з офіційних, з них 25 — одну з корінних мов, а 5 — українську.
Працездатне населення становило 74,2% усього населення, рівень безробіття — 13,7% (13,2% серед чоловіків та 15,2% серед жінок). 90,4% осіб були найманими працівниками, а 8,6% — самозайнятими.
Середній дохід на особу становив $53 167 (медіана $40 747), при цьому для чоловіків — $70 673, а для жінок $34 473 (медіани — $68 242 та $26 976 відповідно).
37% мешканців мали закінчену шкільну освіту, не мали закінченої шкільної освіти — 20,9%, 42,1% мали післяшкільну освіту, з яких 23% мали диплом бакалавра, або вищий.
| Статево-вікова структура населення | Статево-вікова структура населення | Статево-вікова структура населення | Статево-вікова структура населення | Статево-вікова структура населення |
| ---------------------------------- | ---------------------------------- | ---------------------------------- | ---------------------------------- | ---------------------------------- |
|                                    |                                    |                                    |                                    |                                    |
| Всього                             | Всього                             | 51,1%48,9%                         |                                    |                                    |
| 0 — 14 років                       | 0 — 14 років                       |                                    | 21,6%                              | 21,6%                              |
| 15 — 64 років                      | 15 — 64 років                      |                                    | 70,1%                              | 70,1%                              |
| 65 і більше                        | 65 і більше                        |                                    | 8,4%                               | 8,4%                               |
| 85 і більше                        | 85 і більше                        |                                    | 1%                                 | 1%                                 |
| Середній вік (років)               | Середній вік (років)               | 35,134,7                           | 34,9                               | 34,9                               |
| Медіана (років)                    | Медіана (років)                    | 32,532,7                           | 32,6                               | 32,6                               |
| — чоловіки — жінки                 |                                    |                                    |                                    |                                    |

| Походження мешканців:     | Походження мешканців:     | Походження мешканців: | Походження мешканців: | Походження мешканців: |
| ------------------------- | ------------------------- | --------------------- | --------------------- | --------------------- |
| Походження                |                           |                       | осіб                  | %                     |
| Корінні американці        | Корінні американці        |                       | 500                   | 20.28%                |
| Інше північноамериканське | Інше північноамериканське |                       | 870                   | 35.29%                |
| Європейське               | Європейське               |                       | 1 650                 | 66.94%                |
| британське                | британське                |                       | 1 185                 | 48.07%                |
| французьке                | французьке                |                       | 315                   | 12.78%                |
| українське                | українське                |                       | 115                   | 4.67%                 |
| Латинськоамериканське     | Латинськоамериканське     |                       | 20                    | 0.81%                 |
| Карибське                 | Карибське                 |                       | 25                    | 1.01%                 |
| Африканське               | Африканське               |                       | 15                    | 0.61%                 |
| Азійське                  | Азійське                  |                       | 195                   | 7.91%                 |

| Зайнятість населення за галузями (за класифікацією NOC): | Зайнятість населення за галузями (за класифікацією NOC): | Зайнятість населення за галузями (за класифікацією NOC): | Зайнятість населення за галузями (за класифікацією NOC): | Зайнятість населення за галузями (за класифікацією NOC): |
| -------------------------------------------------------- | -------------------------------------------------------- | -------------------------------------------------------- | -------------------------------------------------------- | -------------------------------------------------------- |
|                                                          |                                                          |                                                          |                                                          |                                                          |
| Управління                                               | Управління                                               |                                                          | 7,6%                                                     | 7,6%                                                     |
| Бізнес, фінанси та адміністрування                       | Бізнес, фінанси та адміністрування                       |                                                          | 9%                                                       | 9%                                                       |
| Природничі та прикладні науки                            | Природничі та прикладні науки                            |                                                          | 0,7%                                                     | 0,7%                                                     |
| Охорона здоров'я                                         | Охорона здоров'я                                         |                                                          | 5,6%                                                     | 5,6%                                                     |
| Освіта, правозахист, муніципальні та урядові служби      | Освіта, правозахист, муніципальні та урядові служби      |                                                          | 5,6%                                                     | 5,6%                                                     |
| Мистецтво, культура, відпочинок та спорт                 | Мистецтво, культура, відпочинок та спорт                 |                                                          | 2,4%                                                     | 2,4%                                                     |
| Роздрібна торгівля та послуги                            | Роздрібна торгівля та послуги                            |                                                          | 26%                                                      | 26%                                                      |
| Гуртова торгівля, транспорт та обладнання                | Гуртова торгівля, транспорт та обладнання                |                                                          | 25,3%                                                    | 25,3%                                                    |
| Природні ресурси, сільське господарство                  | Природні ресурси, сільське господарство                  |                                                          | 3,8%                                                     | 3,8%                                                     |
| Виробництво                                              | Виробництво                                              |                                                          | 12,8%                                                    | 12,8%                                                    |

## Клімат
Середня річна температура становить 3,1°C, середня максимальна – 19,8°C, а середня мінімальна – -16,7°C. Середня річна кількість опадів – 468 мм.
| Клімат поселення                              | Клімат поселення | Клімат поселення | Клімат поселення | Клімат поселення | Клімат поселення | Клімат поселення | Клімат поселення | Клімат поселення | Клімат поселення | Клімат поселення | Клімат поселення | Клімат поселення | Клімат поселення |
| Показник                                      | Січ.             | Лют.             | Бер.             | Квіт.            | Трав.            | Черв.            | Лип.             | Серп.            | Вер.             | Жовт.            | Лист.            | Груд.            |                  |
| Середній максимум, °C                         | −4,15            | −2,02            | 3,80             | 10,59            | 15,89            | 19,82            | 19,52            | 18,57            | 13,90            | 8,19             | −0,5             | −5,09            |                  |
| Середня температура, °C                       | −10,39           | −8,27            | −2,46            | 4,33             | 9,66             | 13,56            | 15,63            | 14,70            | 10,02            | 4,32             | −4,4             | −8,96            |                  |
| Середній мінімум, °C                          | −16,66           | −14,53           | −8,73            | −1,92            | 3,39             | 7,30             | 11,76            | 10,81            | 6,14             | 0,44             | −8,27            | −12,84           |                  |
| Норма опадів, мм                              | 25               | 19               | 25               | 22               | 39               | 76               | 78               | 54               | 43               | 31               | 34               | 22               |                  |
| Середньомісячна швидкість вітру, м/с          | 2.41             | 2.42             | 2.70             | 2.88             | 2.92             | 2.70             | 2.49             | 2.31             | 2.52             | 2.75             | 2.52             | 2.43             |                  |
| Середньомісячна сонячна радіація, кДж/м²·день | 2293             | 5170             | 10300            | 15627            | 19324            | 21379            | 20795            | 17151            | 11210            | 5871             | 2669             | 1608             |                  |
| --------------------------------------------- | ---------------- | ---------------- | ---------------- | ---------------- | ---------------- | ---------------- | ---------------- | ---------------- | ---------------- | ---------------- | ---------------- | ---------------- | ---------------- |
| Джерело:                                      |                  |                  |                  |                  |                  |                  |                  |                  |                  |                  |                  |                  |                  |